# بياتا سيتي
بياتا سيتي (بالمجرية: Siti Beáta)‏ مواليد 23 سبتمبر 1973 في ناجيكانيزسا، المجر، هي لاعبة كرة يد مجرية أصبحت مدربة. مثلت منتخب المجر لكرة اليد للسيدات. شاركت في دورة الألعاب الأولمبية الصيفية سنة 1996. حققت المركز الأول في بطولة أوروبا لكرة اليد للسيدات 2000.

## سجل المنافسة
شاركت في البطولات التالية:
- بطولة العالم لكرة اليد للسيدات 1995
- بطولة العالم لكرة اليد للسيدات 1999
- بطولة العالم لكرة اليد للسيدات 2001
- بطولة أوروبا لكرة اليد للسيدات 1996
- بطولة أوروبا لكرة اليد للسيدات 1998
- بطولة أوروبا لكرة اليد للسيدات 2000

## الميداليات
| الميدالية | المسابقة                            |
| --------- | ----------------------------------- |
| فضية      | الألعاب الأولمبية الصيفية 2000      |
| برونزية   | الألعاب الأولمبية الصيفية 1996      |
| فضية      | بطولة العالم لكرة اليد للسيدات 1995 |
| ذهبية     | بطولة أوروبا لكرة اليد للسيدات 2000 |
| برونزية   | بطولة أوروبا لكرة اليد للسيدات 1998 |

## روابط خارجية
- بياتا سيتي على موقع أوليمبيديا (الإنجليزية)